# Incursión sobre Saint-Malo
La incursión sobre Saint-Malo tuvo lugar en junio de 1758 cuando una expedición naval británica anfibia desembarcó cerca del puerto francés de Saint Malo en Bretaña. Si bien la ciudad en sí no fue atacada, como se había planeado inicialmente, los británicos destruyeron grandes cantidades de envío antes de volver a embarcar una semana más tarde. Las fuerzas navales estaban bajo el mando de Richard Howe mientras el ejército era dirigido por el duque de  Marlborough y Lord Sackville.

## Antecedentes
Como parte de una estrategia para proporcionar una distracción que apoyase a los aliados alemanes de Gran Bretaña,  William Pitt había concebido la idea de una serie de descensos navales. En 1757 se envió una gran expedición a Rochefort donde capturó una isla en alta mar, pero no pudo atacar a la ciudad antes de regresar a puerto. Pitt creía que el fracaso se debía a la falta de vigor de los comandantes de la expedición y planeó lanzar nuevas expediciones contra la costa francesa en el año siguiente.

## La incursión
A principios de 1758, el gabinete británico planeó la siguiente incursión y comenzó a reunir una fuerza en la Isla de Wight. Pitt había aprendido varias lecciones de la expedición de Rochefort. Se diseñaron nuevas lanchas de desembarco y se mejoró su proceso de ensamblaje de la fuerza para acelerar la fecha de salida. El destino seleccionado de la expedición era Saint-Malo, un puerto de pesca y corsario en la costa de Bretaña, lo que permitiría que la fuerza permaneciera en el Canal de la Mancha para poder regresar a casa rápidamente en caso de una invasión francesa de Gran Bretaña.

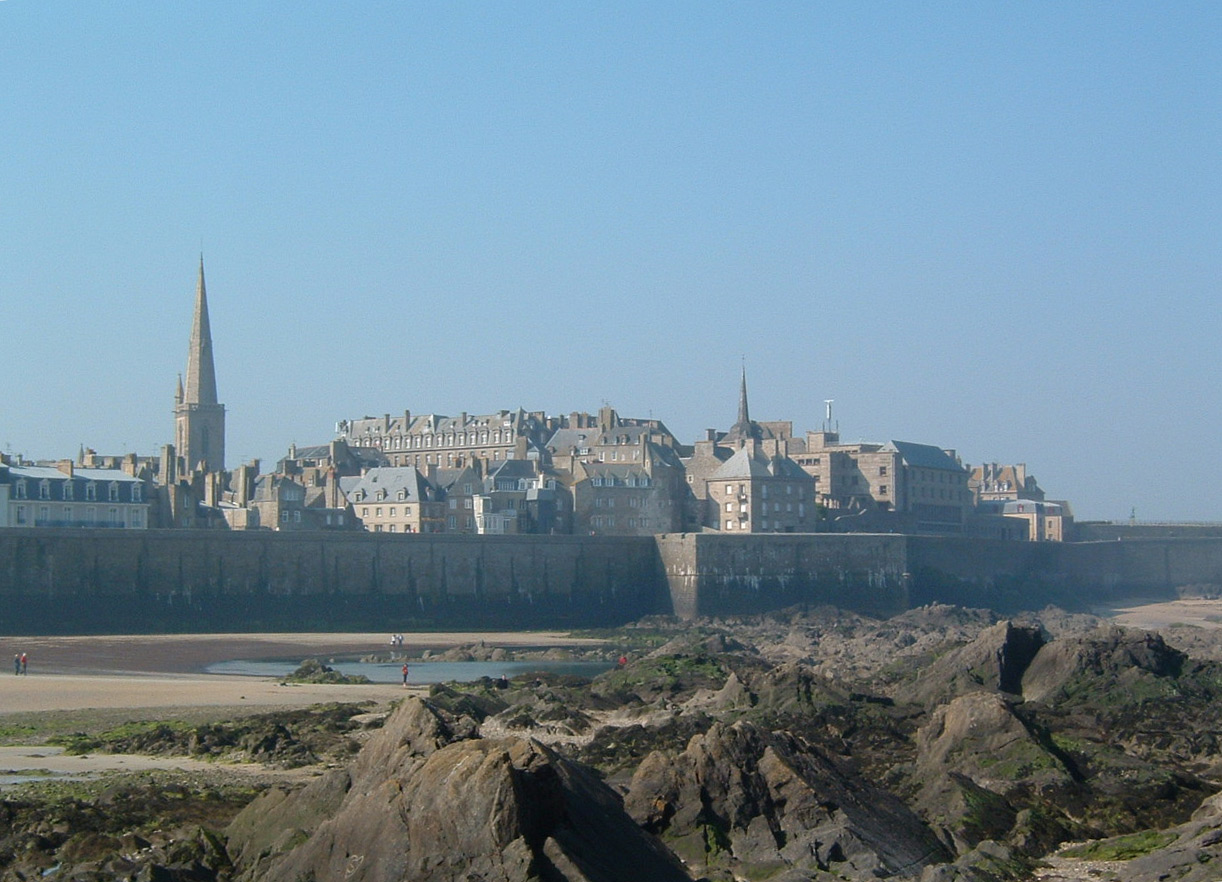
Saint Malo, objetivo británico inicial

El 1 de junio la expedición partió de Inglaterra y llegó a la bahía de Cancale, cerca de Saint-Malo el 5 de junio. Esa noche desembarcó la lancha que transportaba a los soldados. Saint-Malo estaba situado al final de una calzada elevada sobre las aguas y se esperaba que los británicos pudieran cortar el suministro de agua dulce que corría a lo largo de ella. Una vez en tierra, la única oposición inmediata con que se enfrentaron fue una batería de artillería francesa que fue rendida por las armas de los buques de guerra británicos. Las tropas marcharon hacia Saint-Malo, pero pronto se hizo evidente que tendrían que llevar a cabo un asedio a gran escala para tomar la ciudad, algo que no tenían tiempo para hacer. En cambio, los británicos ocuparon Saint Servan, un puerto cercano, y quemaron 30 navíos corsarios y otros 100 buques.
Las tropas también fueron enviadas en reconocimiento hacia el este hacia Dol. Informaron sobre el abordaje de una considerable fuerza francesa y Marlborough decidió que era el momento adecuado para retirarse. Los días 11 y 12 de junio la expedición británica volvió a embarcarse.
La fuerza permaneció fuera de Saint-Malo durante más de una semana y luego navegó a lo largo de la costa en un intento de explorar nuevos objetivos. Se  consideró la posibilidad de un ataque a El Havre o Caen  pero no se llevó a cabo. Los británicos comenzaron a centrar su atención en Cherburgo en Normandía. Sin embargo, el mal tiempo los obligó a anular los desembarcos planificados el 29 de junio y el 3 de julio y con su fuerza que estaba escasa de agua y de otras provisiones, Marlborough tomó la decisión de regresar a su hogar y la expedición partió hacia Portsmouth.

## Consecuencias

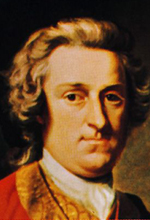
El comandante de la incursión, tercer Duque de Marlborough. Unos meses más tarde lideraró el primer contingente británico para participar en la guerra en Alemania.

Si bien la expedición no logró apoderarse de Saint Malo, fue considerada un éxito.  Los franceses se alarmaron cuando la expedición partió, creyendo que estaba destinada a Flandes donde podría vincularse con el ejército alemán bajo el mando del duque de Brunswick, que recientemente cruzó el río Rin. Cuando se descubrió que Saint-Malo era el destino correcto, la reacción general francesa fue de alivio. Sin embargo, al igual que con la incursión de Rochefort, el desembarco repentino hizo que los franceses se preocupen más por la costa y cada vez se desplegaron más tropas en tareas de defensa costera.
En septiembre del mismo año, después de un desembarco exitoso en Cherbourg, una segunda fuerza británica bajo el mando de Thomas Bligh intentó otra incursión en Saint-Malo. Atrapados en tierra por una fuerza mayor de tropas francesas, solo pudieron volver a embarcarse con considerables dificultades después de la Batalla de Saint-Cast.[6] Esto puso fin a la política de descensos ya que la política del gobierno había cambiado para apoyar una presencia militar británica más directa en Alemania.
Se anunció que el Príncipe Eduardo, duque de York, hermano menor del Príncipe de Gales, se uniría a la próxima expedición.